# Thysanoplea luctuosa
Thysanoplea luctuosa är en ringmaskart som beskrevs av Schmidt 1857. Thysanoplea luctuosa ingår i släktet Thysanoplea och familjen Sphaerodoridae. Inga underarter finns listade i Catalogue of Life.